# تقنية المجموعات

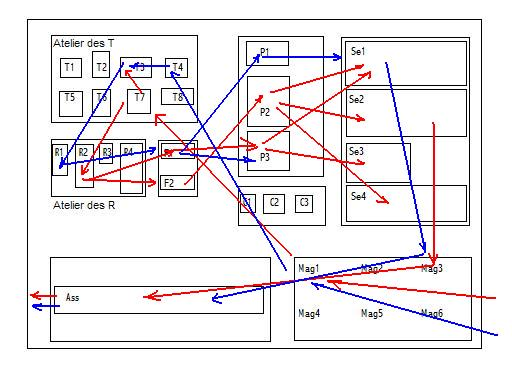

تقنية المجموعات أو جي تي هو نظام تصنيع يقوم بترتيب نظام الإنتاج خلال تصنيع [وليس تجميع] الخلايا التي تتشابه فيها الأجزاء في الهندسة، أو عملية التصنيع، والتي تكتمل قبل الانتقال إلى نظام التجميع.
تقوم تقنية المجموعات على المبدأ العام بأن بعض المكونات يمكن تصنيعها معًا نظرًا لما بها من أوجه تشابه مادية أو لأنها تتطلب أدوات أو آلات مماثلة لتصنيعها، وبالتالي توفر الوقت والجهد.
وتعرف مجموعة القطع المماثلة باسم أسرة قطع المكونات. كما تعرف مجموعة الآلات التي بها يتم تصنيع هذه الأسرة [بالكامل] باسم الخلية الآلية. وليس من الضروري معالجة كل جزء من أجزاء الأسرة بواسطة جميع الآلات المتماثلة. ويطلق على هذا النوع من التصنيع، الذي يتم فيه إنتاج أسرة قطع المكونات بواسطة خلية آلية، اسم التصنيع الخلوي أو تقنية المجموعات، وقد كان أول مؤتمر عالمي عن تقنية المجموعات في منظمة العمل الدولية في مدينة تورينو بإيطاليا تحت تنظيم المؤلف جون بوربيدج (John L.Burbidge). 
وتزداد الكفاءة التصنيعية بشكل عام من خلال توظيف تقنية المجموعات لأن العمليات المطلوبة لخلية يمكن أن تقتصر على خلية صغيرة فقط، وبالتالي يمكن تجنب الحاجة إلى نقل القطع قيد التشغيل.